# Großwudicke
Großwudicke ist ein Ortsteil der Gemeinde Milower Land im Landkreis Havelland in Brandenburg, (Deutschland).

## Geografie und Verkehrsanbindung
Großwudicke liegt an der B 188, direkt an der westlich verlaufenden Landesgrenze zu Sachsen-Anhalt. Der Bahnhof in Großwudicke liegt an der Eisenbahnstrecke Lehrter Bahn  zwischen Rathenow und Stendal.
Zum Ortsteil Großwudicke gehören die Gemeindeteile Buckow, Klein Buckow und Kleinwudicke, sowie die Wohnplätze Forsthaus, Schäferei und Ziegelei.

## Geschichte
Der Rittmeister August von Möllendorff aus Kleinwudicke ließ im Jahr 1778 eine Waldkapelle errichten. Sie sollte den Bewohnern für Taufen, Trauungen und Beerdigungen zur Verfügung stehen. 1820 galt der Ort als adliches Kirchdorf mit Rittergut und Schäferei. Mitte des 19. Jahrhunderts stellte die erst 1861 nobilitierte Familie von Jaeckel den Grundbesitzer, vertreten durch Wilhelm (von) Jaeckel. Dann folgte das alte Adelsgeschlecht von Rohr im Besitz von Groß Wudicke. Major a. D. Friedrich von Rohr-Levetzow lebte schon vor 1888 mit seiner ersten Frau Bertha von Winterfeld auf dem Gut und war Inhaber des von Levetzow’schen Geldfideikommiss. Die Familie von Rohr verkaufte vor 1915 das Gut und wohnte auf Leddin im Ruppiner Land.
Am 3. Mai 1912 wurden die Landgemeinde und der Gutsbezirk „Wudicke“ in „Großwudicke“ umbenannt. 1922 umfasste die Fläche des Rittergutes Großwudicke im Eigentum der Familie von Gontard mit Kleinwudicke 1451 ha, davon waren 1086 ha Waldbestand. Ende der 1920er Jahre lebte die Familie von Gontard mit Hauptwohnsitz in Berlin.
Am 30. September 1928 wurde der Gutsbezirk Großwudicke mit Landgemeinde Großwudicke vereinigt. Das Rittergut war bis zu diesem Zeitpunkt juristisch ein eigenständiger Ort. An den Besitzverhältnissen zwischen den privaten und fiskalischen Flächen respektive dem Kirchenland änderte sich nichts.
Am 20. Juli 1950 wurden die bis dahin eigenständigen Gemeinden Buckow und Großwudicke zur neuen Gemeinde Wudicke zusammengeschlossen.
Am Rande der Feierlichkeiten im Vorfeld des 1. Mai 1989, einem der höchsten Feiertage in der DDR, wurde nach Recherchen des Historikers Jens Schöne in Großwudicke erstmals in der Geschichte der DDR öffentlich Mauerfall und Deutsche Einheit gefordert und damit Weltgeschichte vorweggenommen. Die Protestgesänge gingen von Mitgliedern der Freiwilligen Feuerwehr aus, die in Uniform an den staatlich organisierten Feierlichkeiten teilnahmen.
Die Gemeinde Wudicke gehörte ursprünglich zum Landkreis Jerichow II im späteren Land Sachsen-Anhalt und wurde im Zuge einer Verwaltungsreform am 25. Juli 1952 dem Kreis Havelberg zugeordnet. Bereits am 1. Januar 1957 wurde die Gemeinde in den Kreis Rathenow im Bezirk Potsdam umgegliedert und gleichzeitig in Großwudicke umbenannt. Seit dem 26. Oktober 2003 ist Großwudicke ein Ortsteil der Gemeinde Milower Land.
Nachdem die Waldkapelle seit vierzig Jahren ungenutzt geblieben war, begann Ende 2021 die Versetzung der Kirche in das benachbarte Jerchel. Die dortige Fachwerkkirche war in den 1980er Jahren abgerissen worden. Im September 2023 wurde die Kirche wieder eingeweiht.

## Wappen
| | Blasonierung: „In Silber eine eingebogene blaue Spitze, belegt mit einem silbernen Mühlrad, begleitet vorne von einem spitzbedachten, beknauften roten Kirchturm und hinten von einem gold-bewehrten, widersehenden halben roten Adler am Spalt.“ |
| Das Wappen wurde der ehemaligen Gemeinde bereits am 16. Juni 1998 durch das Ministerium des Innern genehmigt und am 18. Februar 2013 unter der Registratur 16 BR in die Deutsche Ortswappenrolle (DOWR) des HEROLD eingetragen und dokumentiert. Gestiftet wurde es von der Gemeinde Milower Land, um es als Symbol der örtlich-lokalen Identität außerhalb von Amtshandlungen zu führen. | |

## Sehenswürdigkeiten
In der Liste der Baudenkmale in Milower Land sind für Großwudicke vier Baudenkmale aufgeführt:
- Die evangelische Schlosskapelle (Am Gutspark 1), ein achtseitiger Bau mit einem Dachturm, wurde im Jahr 1737 errichtet. Der Kanzelaltar im Inneren stammt aus dem 18. Jahrhundert.
- der Gutspark
- die Gutsanlage mit Wirtschaftsgebäuden (Hauptstraße, Kossatenstraße)
- Die straßenseitige Fassade der Schule (Parkstraße 5) ist mit einem Porzellanmosaik des Rathenower Bildhauers Karl Mertens gestaltet.

Das Gut gehörte zuletzt vor 1945 den Erben von Paul von Gontard. Das Herrenhaus, von 1943 bis zum Ende des Zweiten Weltkriegs Ausweichquartier der Schweizerischen Botschaft in Berlin, wurde 1973 abgerissen und auf seinen Fundamenten ein eingeschossiger Wohnbau errichtet.

## Persönlichkeiten
- Wilhelm Ziemann (1808–1881),[Anmerkung 1] in Großwudicke geboren, Missionär[18]
- Adda von Klitzing, geborene von Rohr (1876–1956), in Großwudicke geboren, Gutsbesitzerin auf Schloss Demerthin
- Karl von Rohr-Levetzow (1878–1945), Oberstleutnant, in Großwudicke aufgewachsen, Gegner des NS-Regimes, mit seiner Ehefrau Ehrengard Gräfin von Zedlitz und Trützschler 1945 ermordet[19]